# Jean Baratte
Jean Baratte (Lambersart, 7 giugno 1923 – Faumont, 1º luglio 1986) è stato un calciatore e allenatore di calcio francese, di ruolo attaccante.

## Carriera
Jean Baratte giocò per la maggior parte della carriera nel Lille, club per il quale è il giocatore che ha realizzato più reti in massima divisione. Con il Lille conquistò un campionato (1946) e 4 Coppe di Francia (1946, 1947, 1948, 1953), oltre a vincere per due volte la classifica marcatori (1948, 1949) In seguito giocò in seconda serie con Aix, Roubaix (portato alla promozione) ed ancora Lille, prima di intraprendere la carriera da allenatore.

## Palmarès

### Giocatore

#### Club
- Campionato francese: 1

LOSC Lille: 1945-1946
- Coppa di Francia: 4

LOSC Lille: 1945-1946, 1946-1947, 1947-1948, 1952-1953

#### Individuale
- Capocannoniere della Ligue 1: 2

1947-1948 (31 gol), 1948-1949 (26 gol)